# Municipio IV (2013)
Pour l’article homonyme, voir Municipio IV (2001-2013).
Le Municipio IV est une subdivision administrative de Rome située dans la partie nord-est de la ville.

## Géographie

### Situation
Le territoire du municipio s'étend sur 49,15 km2 à l'est du centre historique le long d'un axe formé par la voie Tiburtine.

### Municipi et communes limitrophes
|              | Municipio III |                     |
| Municipio II | Municipio IV  | Guidonia Montecelio |
|              | Municipio V   | Municipio VI        |

## Historique
En mars 2013, il remplace l'ancien Municipio V sur le même territoire.

## Subdivisions
Il est composé des quartiers de : 
- Tiburtino (partiellement),
- Pietralata,
- Collatino, (partiellement),
- Ponte Mammolo,
- San Basilio

et des zones de :
- Settecamini,
- Tor Cervara (partiellement),
- Tor Sapienza (partiellement),
- Acqua Vergine (partiellement),
- Tiburtino (partiellement).

Il est également divisé en dix zones urbanistiques :
- 5A - Casal Bertone
- 5B - Casal Bruciato
- 5C - Tiburtino Nord
- 5D - Tiburtino Sud
- 5E - San Basilio
- 5F - Tor Cervara
- 5G - Pietralata
- 5H - Casal de' Pazzi
- 5I - Sant'Alessandrino
- 5L - Settecamini

## Politique et administration

### Municipalité
Le municipio est dirigé par un président et un conseil de 24 membres élus au suffrage direct pour cinq ans.

### Présidents
| Période     | Nom                  | Parti politique     | Notes                      |
| ----------- | -------------------- | ------------------- | -------------------------- |
| 2013-2016   | Emiliano Sciascia    | Parti démocrate     |                            |
| 2016-2020   | Roberta Della Casa   | Mouvement 5 étoiles |                            |
| 2020-2021   | Virginia Raggi       | Mouvement 5 étoiles | Maire de Rome, commissaire |
| depuis 2021 | Massimiliano Umberti | Parti démocrate     |                            |